# Sergio Bonaldi
Sergio Bonaldi (San Giovanni Bianco, 7 agosto 1978) è un ex biatleta e fondista italiano.

## Biografia

### Carriera nel biathlon
In Coppa Europa ha esordito nel 1999 nell'inseguimento di Champex-Lac, chiuso al 40º posto, e ha conquistato il primo podio nel 2006 nella sprint della Val Ridanna (3º); il suo miglior piazzamento nel circuito continentale è stato il 2º posto nella sprint della Val Martello del 2006.
In Coppa del Mondo ha esordito nella stagione 2000-2001 nell'inseguimento di Oberhof, chiuso al 59º posto. In carriera ha ottenuto tre piazzamenti tra i primi dieci, con due settimi posti in staffetta nel 2005 (a Oberhof e a San Sicario) come migliori risultati.
In ambito internazionale vanta la medaglia di bronzo conquistata in staffetta agli Europei del 2001, disputati in Alta Moriana; complessivamente ha preso parte a quattro edizioni degli Europei (2001, 2002, 2003 e 2004) e a una dei Mondiali: Hochfilzen 2005 (45º in individuale). Ha chiuso la carriera nel biathlon con la sua unica partecipazione olimpica, nella gara sprint di Torino 2006 nella quale fu 66º.

### Carriera nello sci di fondo
Dal 2007 Bonaldi si è dedicato alle granfondo, gareggiando perlopiù nella Marathon Cup: nella stagione 2012-2013 si è aggiudicato il trofeo.

## Palmarès

### Biathlon

#### Europei
- 1 medaglia:
  - 1 bronzo (staffetta ad Alta Moriana 2001)

#### Coppa Europa
- Miglior piazzamento in classifica generale: 3º nel 2006[senza fonte]
- 3 podi:
- 1 secondo posto
  - 2 terzi posti

#### Campionati italiani
- 3 medaglie:
  - 1 argento (nella gara di sprint di Bionaz 2005)[senza fonte]
  - 2 bronzi  (nella gara di sprint di San Sicario 2005; inseguimento a Bionaz 2005)[senza fonte]

### Sci di fondo

#### Marathon Cup
- Vincitore della Marathon Cup nel 2013
- 5 podi:
  - 2 vittorie
  - 2 secondi posti
  - 1 terzo posto

##### Marathon Cup - vittorie
| Data             | Gara                  | Località | Nazione     | Distanza    |
| ---------------- | --------------------- | -------- | ----------- | ----------- |
| 20 gennaio 2013  | Dolomitenradrundfahrt | Lienz    | Austria     | 42 km TL MS |
| 23 febbraio 2013 | American Birkebeiner  | Hayward  | Stati Uniti | 52 km TL MS |

Legenda:

MS = partenza in linea

TL = tecnica libera